# Лейксайд-Парк (Кентуккі)
Лейксайд-Парк (англ. Lakeside Park) — місто (англ. city) в США, в окрузі Кентон штату Кентуккі. Населення — 2841 особа (2020).

## Географія
Лейксайд-Парк розташований за координатами 39°2′3″ пн. ш. 84°34′6″ зх. д. / 39.03417° пн. ш. 84.56833° зх. д. (39.034277, -84.568288).  За даними Бюро перепису населення США в 2010 році місто мало площу 2,00 км², з яких 1,96 км² — суходіл та 0,05 км² — водойми.

## Демографія
Згідно з переписом 2010 року, у місті мешкало 2668 осіб у 1181 домогосподарстві у складі 723 родин. Густота населення становила 1331 особа/км².  Було 1290 помешкань (643/км²).
Расовий склад населення:
| - 95,4 % — білих - 1,9 % — чорних або афроамериканців - 0,4 % — азіатів |

До двох чи більше рас належало 1,6 %. Частка іспаномовних становила 2,9 % від усіх жителів.
За віковим діапазоном населення розподілялося таким чином: 21,7 % — особи молодші 18 років, 64,6 % — особи у віці 18—64 років, 13,7 % — особи у віці 65 років та старші. Медіана віку мешканця становила 39,5 року. На 100 осіб жіночої статі у місті припадало 89,8 чоловіків;  на 100 жінок у віці від 18 років та старших — 87,3 чоловіків також старших 18 років.
Середній дохід на одне домашнє господарство  становив 86 734 долари США (медіана — 61 319), а середній дохід на одну сім'ю — 114 686 доларів (медіана — 100 156). За межею бідності перебувало 9,9 % осіб, у тому числі 7,8 % дітей у віці до 18 років та 2,6 % осіб у віці 65 років та старших.
Цивільне працевлаштоване населення становило 1394 особи. Основні галузі зайнятості: науковці, спеціалісти, менеджери — 17,9 %, освіта, охорона здоров'я та соціальна допомога — 15,6 %, виробництво — 13,6 %, мистецтво, розваги та відпочинок — 12,6 %.